# 真平
真平是為臺灣漫畫家葉宏甲所發表的《諸葛四郎》系列漫畫作品裡主要角色之一。

## 名字來源
此角色名字由來為引用自「真誠平實」詞語。另有被引述為作者葉宏甲所從事的漫畫家職業界裡、多數人平實的個性。

## 作品的描述
真平是漫畫《諸葛四郎》系列裡主角諸葛四郎的義弟，也是最好的朋友與夥伴，倆人在故事中多有一同出生入死、突破困境的場面。在作品裡有如第一男配角的定位。外貌上為細眼睛、頭後方綁單一髮髻的模樣。服裝在初期為長袖布衣，之後在「大戰雙騎士」中和四郎一同換成短袖布衣，在手臂前臂上纏繞白繃帶的模樣。
性格上與四郎同樣忠勇、堅決果敢，但較少像四郎一樣有急中生智、以計擒敵的描寫。在劇情中也較多擔任因疏忽而落入敵方圈套裡、而等待四郎解救的角色。和四郎相比之下，真平在故事中也較常出現一時下手過重而意外將對手殺死的較不謹慎場面。
真平個人擁有不亞於四郎之下的劍技，作者葉宏甲除了讓真平隨著故事發展與四郎一同成長外；並在《大戰龍虎十劍士》故事中讓他習得了武林絕技「真空斬」，雖然之後葉宏甲對於讓真平與四郎學會絕世武功、影響到後續登場敵方人物強度一事感到後悔。

## 真人演出
在真人演出作品方面，最早飾演真平的演員為傳清華，是在1962年電影《雙雄大鬥雙假面》中登場，後續1978年電影《諸葛四郎大鬥雙假面》裡，則是衛子雲擔任。另外1985年電視劇《四郎與真平》由龍傳人演出，其中先前在《諸葛四郎大鬥雙假面》裡扮演真平的衛子雲則在此電視劇系列飾演諸葛四郎。

## 大眾文化引用
因真平與諸葛四郎為好友關係，網路小說家蔡智恆的作品《檞寄生》一書中，有以「諸葛四郎的好朋友」作為一個人物署名的代號。